# 賀川愛
賀川愛（1959年6月14日—）是出身於愛媛縣的女性日本動畫師、作畫監督。

## 經歷
賀川愛於青年期遠赴東京進入東京設計學院就讀。畢業後進入動畫工房就職，並參與了數部電視動畫製作。
之後在擔任劇場動畫《風之谷》的原畫一職時，賀川愛結識了此作品導演宮崎駿。在《風之谷》上映隔年後宮崎駿成立了吉卜力工作室，賀川愛便前往吉卜力發展、成為該工作室的元老成員班底之一。而賀川愛首次提拔為作畫監督則是在1992年吉卜力作品《紅豬》中。
除接任多部吉卜力作品的作畫監督外，賀川愛也在2004年三鷹之森吉卜力美術館的短篇動畫《買下星星的日子》中嘗試擔任協助導演執導的演出動畫師一職。

## 參與作品

### 劇場動畫
- 天鵝湖（1981年）：動畫
- 神奇獨角馬（1983年）：動畫
- 南瓜葡萄酒劇場版（1984年）：原畫
- 風之谷（1984年）：原畫
- 天空之城（1986年）：原畫
- 螢火蟲之墓（1988年）：原畫
- 魔女宅急便（1989年）：原畫
- 兒時的點點滴滴（1991年）：作畫
- 紅豬（1992年）：作畫監督
- 平成狸合戰（1994年）：作畫監督
- 心之谷（1995年）：原畫
- 魔法公主（1997年）：原畫
- 隔壁的山田君（1999年）：原畫
- 神隱少女（2001年）：作畫監督
- 東京教父（2003年）：原畫
- 霍爾的移動城堡（2004年）：原畫
- 地海戰記（2006年）：原畫
- 崖上的波妞（2008年）：原畫
- 借物少女艾莉緹（2010年）：作畫監督
- 來自紅花坂（2011年）：原畫
- 風起（2013年）：原畫
- 輝耀姬物語（2013年）：作畫
- 回憶中的瑪妮（2014年）：原畫
- 百日紅（2015年）：原畫
- 怪物的孩子（2015年）：原畫
- 你的名字。（2016年）：原畫

### 電視動畫
- 一休和尚（1975-1982年）：動畫
- 魔法少女拉拉貝爾（1980年）：動畫
- 小仙蒂（1981年）：動畫
- 我是貓（1982年）：動畫
- 南瓜葡萄酒（1982-1984年）：動畫
- 無尾熊大冒險（1984-1985年）：作畫監督
- 咕咕雞（1984-1985年）：原畫
- 三國志（1985年）：原畫
- 太空三寶（1986-1987年）：原畫
- 愛的小婦人物語（1987年）：原畫
- 小公子西迪（1988年）：原畫
- 彼得潘的冒險（1989年）：作畫監督、原畫
- 長腿叔叔（1990年）：原畫
- 新世紀福音戰士（1995-1996年）：原畫
- 蝙蝠俠（1997-1998年）：主動畫師
- 此時此刻的我（1999-2000年）：原畫
- 銀裝騎攻（2000年）：原畫
- 小公主優希（2002-2003年）：原畫
- 御伽草子（2004-2005年）：原畫

### 短篇動畫
- 梅與小貓巴士（2002年）：原畫
- 空想的飛行機械們（2002年）：原畫
- 買下星星的日子（2004年）：演出動畫師

### 電子遊戲
- 第二國度（2010年）：作畫監督

## 其它
- 個人的名字「愛」的拼音為「Me.Gu.Mi」、非一般日語常用的「A.I」，不過個人暱稱「小愛」中的「愛」是用「A.I」拼音來唸。
- 賀川愛有著宏亮又大的笑聲，在參與《天空之城》製作時、曾被該作品的美術監督山本二三反應笑聲太吵。[3]
- 與吉卜力工作室中負責畫面處理的高屋法子被視為像是一對漫才組合，而賀川愛像是組合當中負責找碴（ツッコミ）的角色。[4]